# Silverstreet
Silverstreet est une ville située dans le comté de Newberry, dans l’État de Caroline du Sud, aux États-Unis. Lors du recensement de 2020, elle comptait 164 habitants.